# Naugleara
× Naugleara, (abreviado Naug) en el comercio, es un híbrido intergenérico entre los géneros de orquídeas Ascocentrum × Ascoglossum × Renanthera. Fue publicado en Orchid Rev. 93(1100) cppo: 12 (1985).